# Curley Russell

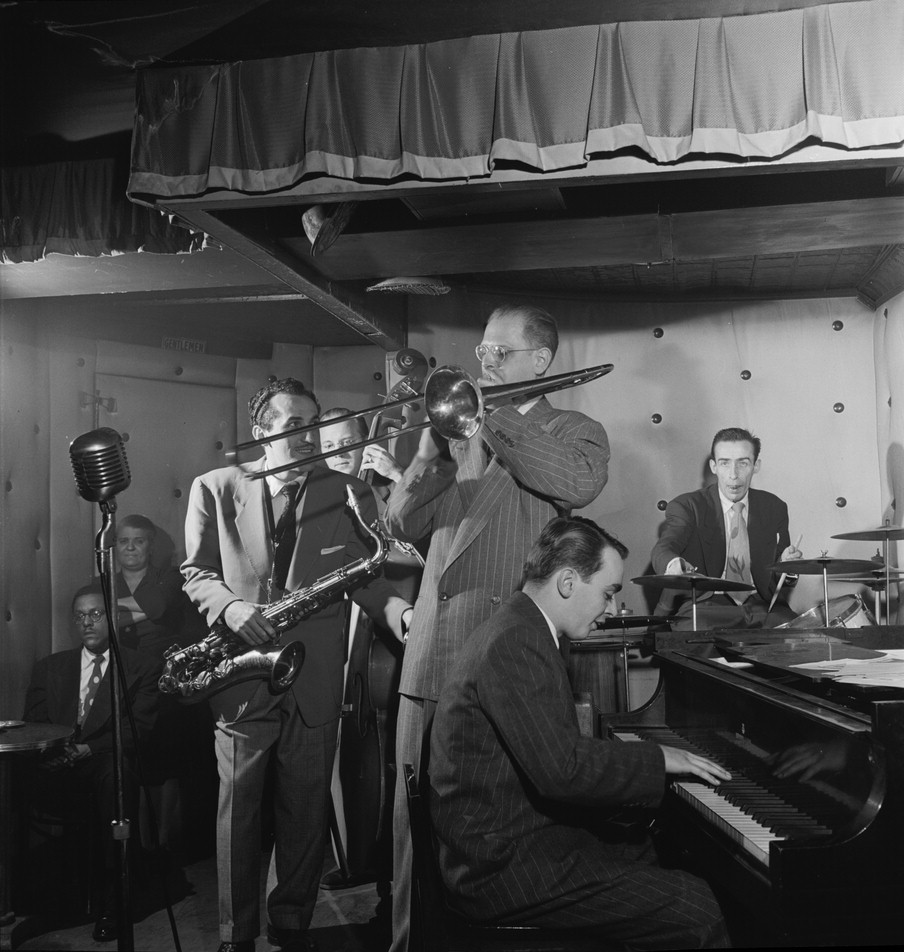
Curley Russell (achteraan op contrabas) in het gezelschap van Bill Harris, Ralph Burns en Dave Tough. Foto genomen in Three Deuces, New York in 1947 door William P. Gottlieb

Dillon "Curley" Russell  (19 maart 1917 - 3 juli 1986) was een Amerikaans jazz doublebass-speler die op vele bebop-opnames te horen is.
Als lid van het Tadd Dameron Sextet was hij in zijn succesperiode zeer in trek als muzikant vanwege zijn vermogen om de voor bebop typische snelle tempo’s te spelen. Hij komt dan ook voor op een aantal belangrijke bebop-opnames van de jaren 40 en 50. In de late jaren 1950 zei hij de muziekwereld vaarwel.
Volgens jazzhistoricus Phil Schaap werd de klassieke beboptune Donna Lee, een contrafact op de B-kant van Back Home Again in Indiana, genoemd naar Curleys dochter.

## Discografie
Als sideman
- Charlie Parker: The Charlie Parker Story (Savoy Records, 1945)
- Charlie Parker: Memorial Vol. 1 (Savoy, 1947); Memorial Vol. 2 (Savoy 1947-48)
- Charlie Parker: Bird and Diz, (Verve, 1950)
- Fats Navarro: The Fabulous Fats Navarro (Blue Note Records, 1947–49)
- Miles Davis: The Real Birth of the Cool (Bandstand, 1948)
- Stan Getz: Early Stan (OJC, 1949–53)
- George Wallington: Trio (Savoy, 1949–51); Trios (OJC, 1952–53)
- Milt Jackson: Roll ’em Bags (Savoy, 1949–56)
- Al Cohn: Cohn's Tones (OJC, 1950–53)
- Zoot Sims: Quartets (OJC, 1950)
- Bud Powell: The Amazing Bud Powell (Blue Note, 1951–53)
- Thelonious Monk: Thelonious Monk Trio/Blue Monk (Prestige Records, 1952–54); MONK (OJC, 1953–54)
- Art Blakey: A Night at Birdland Vol. 1 (Blue Note, 1954)
- Art Blakey: A Night at Birdland Vol. 2 (Blue Note, 1954)
- Art Blakey: A Night at Birdland Vol. 3 (Blue Note, 1954)
- Jay Jay Johnson: The Birdlanders (Fresh Sound, 1954)
- Johnny Griffin: Introducing Johnny Griffin (Blue Note, 1957)
- Cliff Jordan & John Gilmore: Blowing in from Chicago (Blue Note, 1957)

- Bibsys: 1019621
- Bibliothèque nationale de France: cb13922261s (data)
- Gemeinsame Normdatei: 134504712
- International Standard Name Identifier: 0000 0000 5515 1210
- Library of Congress Control Number: n82003123
- MusicBrainz: c898870b-b704-4c52-99d5-1899e0d44169
- Nationale Bibliotheek van Israël: 987007334431805171
- Réseau des bibliothèques de Suisse occidentale: 02-A003771926
- Istituto Centrale per il Catalogo Unico: DDSV057943
- SNAC: w6p57459
- Système universitaire de documentation: 156625806
- Virtual International Authority File: 74039421
- WorldCat: E39PBJvd6DJhkFVPTYDqvWmfMP